# Dronino (meteorito)
El meteorito de Dronino es un meteorito metálico encontrado en 2000 cerca de la aldea de Dronino (Rusia). Con un peso total de aproximadamente 3 toneladas, es el mayor meteorito encontrado en este país.

## Historia
Oleg Gus’kov, residente de Moscú, encontró en 2000 una roca metálica de 40 kg cuando regresaba a casa después de recoger setas cerca de la aldea de Dronino, en el óblast de Riazán (Rusia). A principios de 2003, el trozo fue llevado a Vernad, e identificado como meteorítico. En el verano de ese mismo año, expediciones científicas y cazadores de meteoritos recolectaron más de 600 fragmentos —el más grande de 250 kg—, reuniendo un total de 3 000 kg aproximadamente. Estaban distribuidos en un área de 0,5 x 1,5 km a una profundidad de 0,2 - 2 m. La distribución de los fragmentos sugiere que el meteorito formó un cráter, ahora enterrado, de unos 30 m de diámetro, que no se refleja en la topografía actual del terreno.
No existen registros históricos de la caída del meteorito, por lo que parece probable que el meteorito cayera antes del siglo XII, cuando el área estaba en gran parte despoblada.

## Composición
Estructuralmente el meteorito de Dronino es una ataxita que contiene inclusiones de sulfuro (10% en volumen) y que consiste en camacita y taenita formando precipitados alargados con texturas lineales y de franjas. Como minerales accesorios se encuentran cromita y un fosfato de hierro (posiblemente graftonita), no habiéndose detectado fosfuros.
Los fragmentos del meteorito están muy degradados y están cubiertos por una capa de óxido de 1 - 3 cm de espesor.
En el análisis elemental de este meteorito hay, además de hierro, 98,1 mg/g de níquel, 5,54 mg/g de cobalto, 37 ppm de cromo, 32 ppm de cobre, 3,52 ppm de arsénico, 1,68 ppm de iridio y menos de 0,3 ppm de galio.